# Manipulační terapie

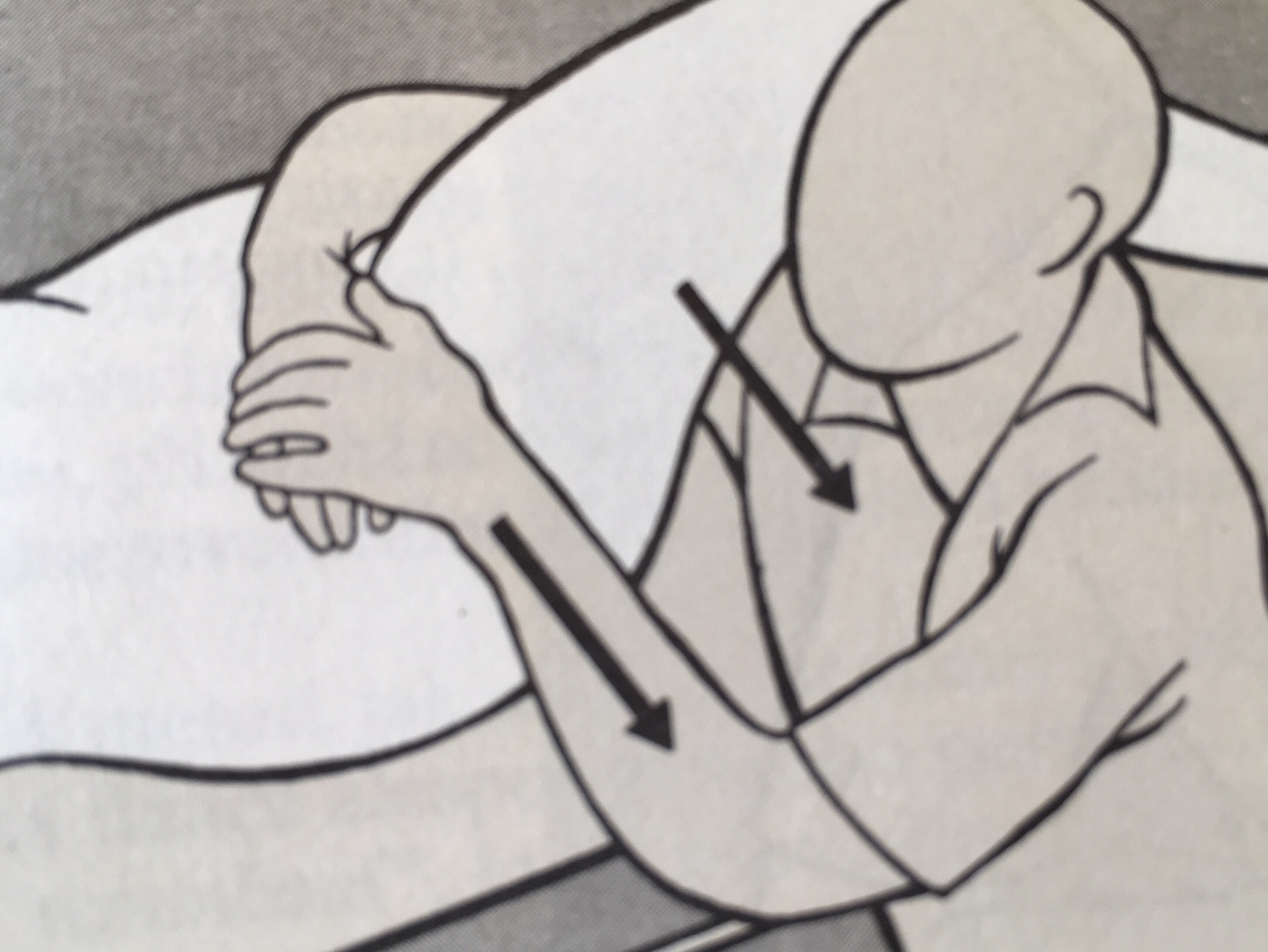

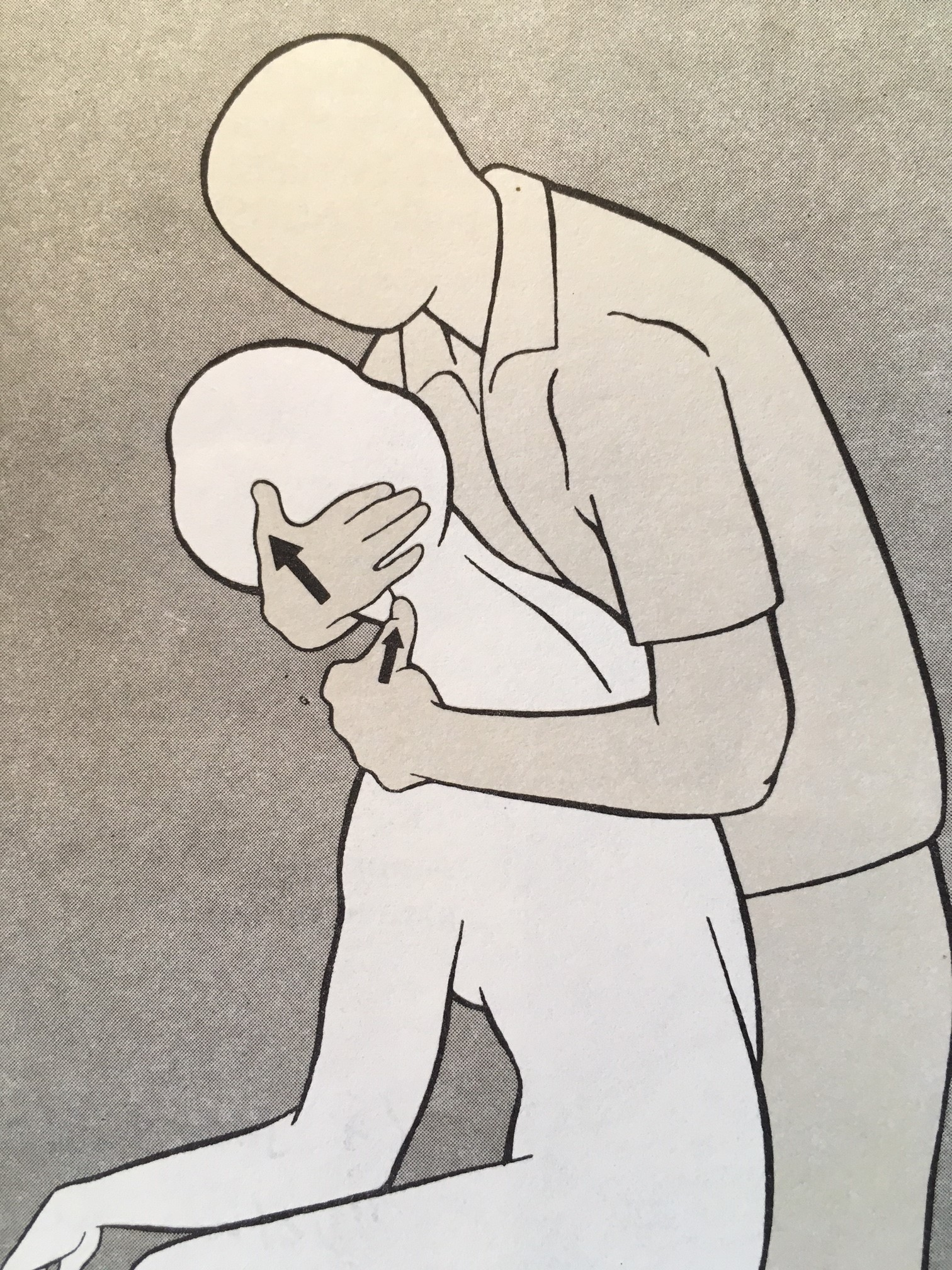

Manipulační terapie je postup myoskeletální medicíny pro obnovu fyziologického pohybu kloubů a měkkých tkání. Terapeut při ní manuálně pracuje na místě omezení a různými technikami mu vrací hybnost. Postupuje přitom podle kineziologického vyšetření, pohovoru s pacientem, doporučení odborných lékařů, popř. výsledků zobrazovacích metod. Terapeut může pacientovi doporučit i změnu pohybových stereotypů či životosprávy.

## Metodologie
Manipulační léčba vychází z faktu, že v pohybové soustavě dochází vlivem stárnutí, námahy a gravitace k pozvolným strukturálním změnám. Víceméně každý tvor pak provádí intuitivní automobilizační pohyby, jimiž si pomáhá k udržení pohybového komfortu.
Manipulační léčba znamená terapeutovu práci s pacientovým tělem z vhodného směru, vhodnou technikou a silou. Probíhá přitom více procesů, např. pohybem kloubu dochází současně k protažení svalů, šlach a fascií. A naopak, při terapii měkkých tkání lze vyzkoušet i pružení kloubu.
V manipulační terapii nejde v první řadě o dosažení změn potvrditelných zobrazovacími metodami ani o vynucování ‘lupnutí’, ale o pacientův bezbolestný pohyb v plných rozsazích, zlepšení metabolizmu měkkých tkání, průnik synoviální tekutiny kloubem, elasticitu kloubních pouzder aj.
Manipulační léčba má své kontraindikace, neměla by být např. prováděna u akutních výhřezů plotének, svalů ve stavu 'défense musculaire' /akutně citlivých/, u kloubní hypermobility apod. Provádět by ji měl zkušený lékař či fyzioterapeut. Techniky terapie, zapolohování klienta, jeho aktivní protipohyby, dechová synkinéza aj., jsou na terapeutově zkušenosti a citu.
O rozvoj manipulační léčby se v ČSR zasloužila tzv. Pražská myoskeletální škola. Ta provázala obory neurofyziologie, kineziologie, myoskeletální medicína a léčebná rehabilitace a spolupráce jejích protagonistů prof. Jandy, Lewita, Jirouta a doc. Véleho dosáhla uznání ve světě.

## Kloubní blokády
Funkční blokáda neznamená pouze totální nehybnost kloubu. Částečné blokády znamenají již omezení kloubního rozsahu, vymizení přirozené kloubní vůle, zatuhnutí svalů, přilnutí šlach a vazů ke kostním strukturám apod. (např. zatuhnutí šíje před blokádou krčního obratle, omezená expanze hrudníku před zablokováním žebra, snížení meziobratlové ploténky před zablokováním bederního obratle). Totální blokádě kloubu tak většinou předchází delší nečinnost určitého segmentu (sedavý způsob života, nadváha) či náhlé přetížení extrémním vypětím. O mechanizmu kloubních blokád bylo vysloveno více teorií, nejpřesvědčivěji ale působí teorie ’slepení chrupavek’, jež nejsou dostatečně kluzné, ať už pro degenerativní změny či pro nedostatek pohybu.

## Techniky

### Měkké techniky (techniky měkkých tkání)
- Masáž a protažení svalů
- Postizometrická relaxace svalů (PIR)
- Protažení hlubokých a povrchových tkání (okostice, fascií, pokožky, jizev)
- Mobilizace nervových plexů
- Mobilizace šlach a vazů

### Kloubní techniky
- Distrakce kloubu, předpětí a obnovení kloubní vůle repetitivními translačními pohyby
- Pohyb selektivním kloubem v předpětí ve větším rozsahu (klouby končetinové i obratlové)
- Nárazová manipulace